# Viktor Janka von Bulcs

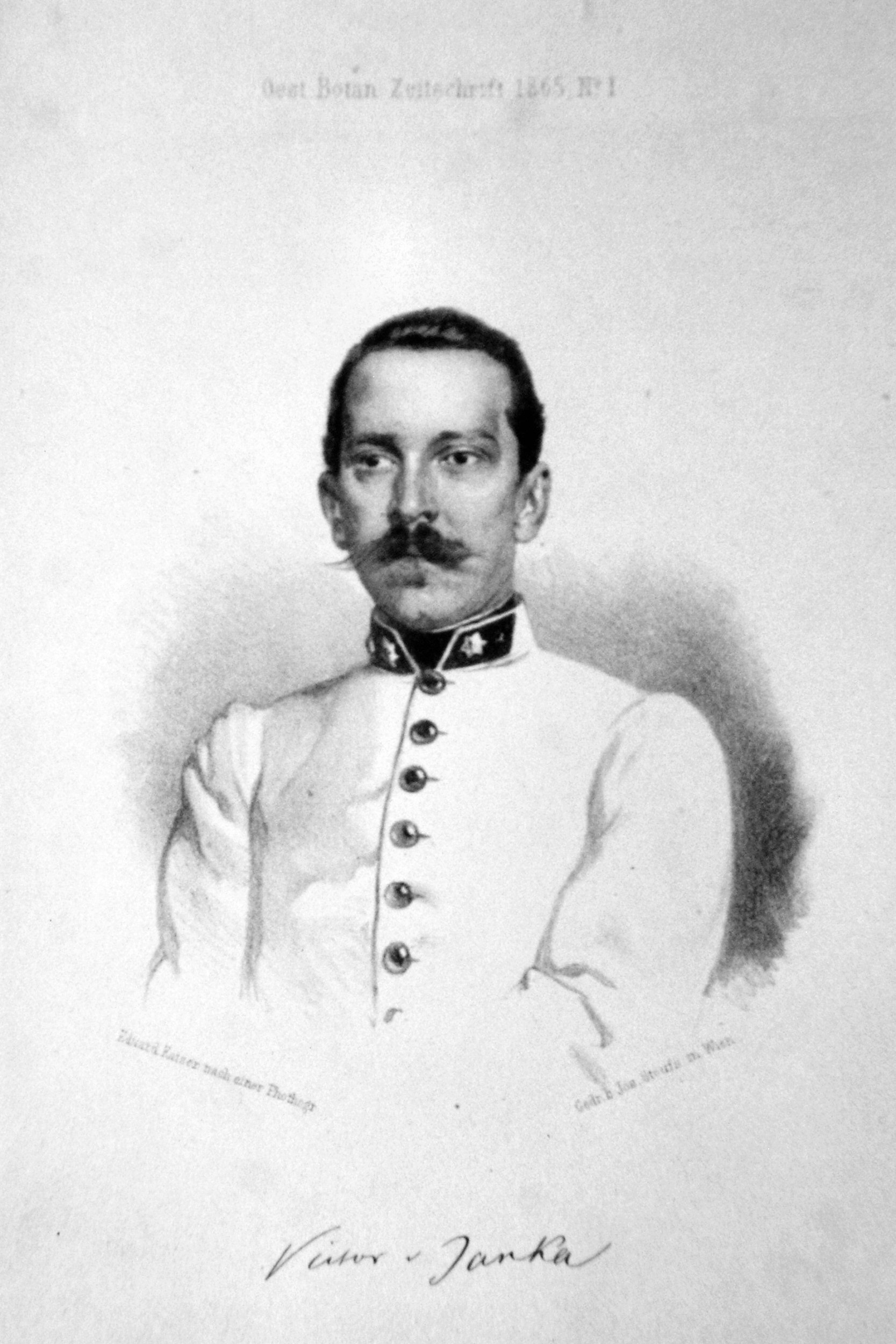
Viktor Janka, Lithographie von Eduard Kaiser, 1865

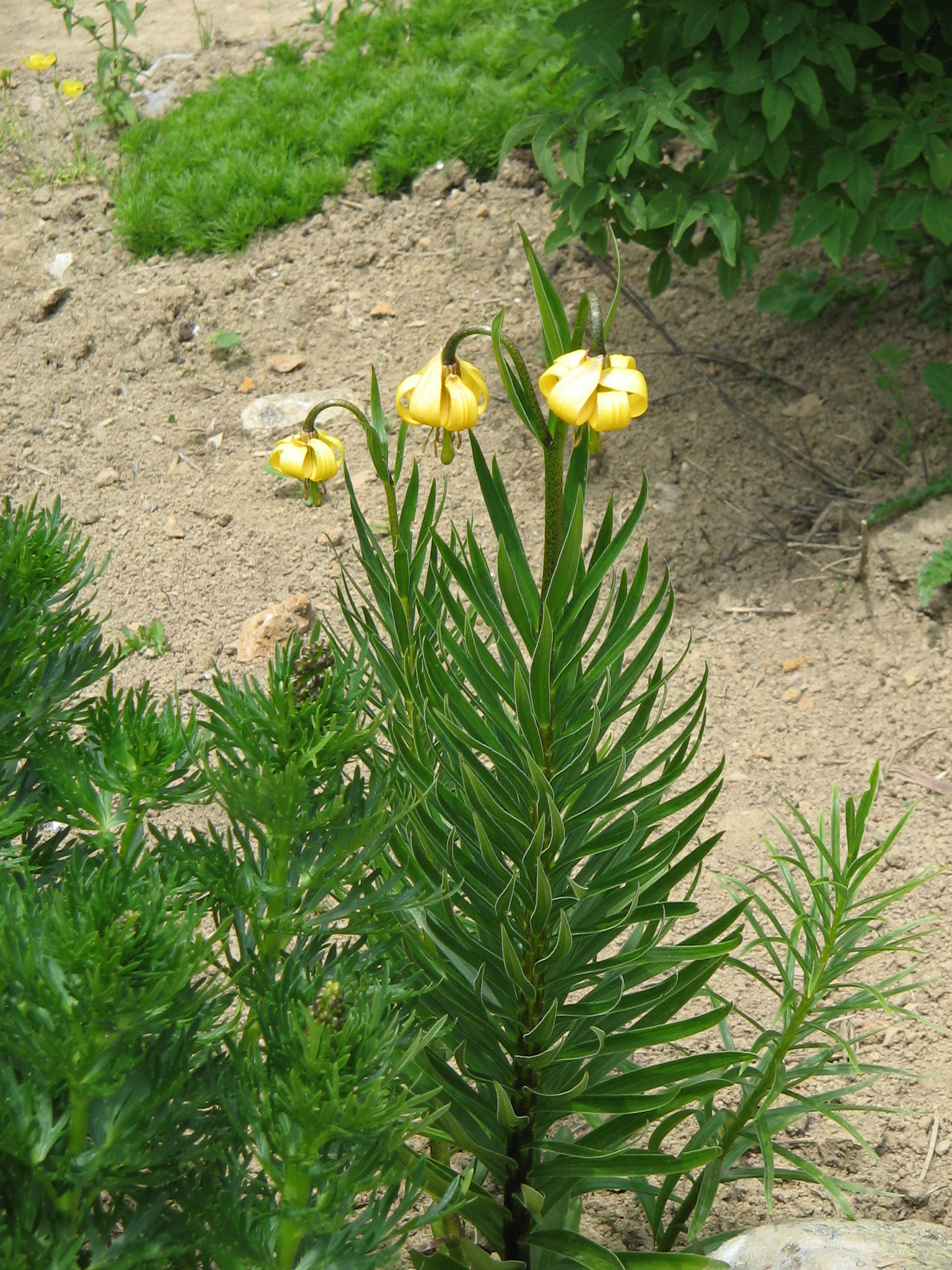
Lilium jankae, benannt nach dem Botaniker Viktor Janka

Viktor Janka von Bulcs, auch Victor von Janka oder kurz Viktor Janka genannt (* 24. Dezember 1837 in Wien; † 9. August 1890 in Budapest als Custos der botanischen Abteilung des Ungarischen National-Museums), war österreichisch-ungarischer Offizier und Botaniker.

## Leben
Viktor Janka von Bulcs interessierte sich schon in seiner Schulzeit in Wien und in Klausenburg, wo die väterlichen Güter lagen, für Floristik (insbesondere für die Floristik Siebenbürgens). Im Jahre 1859 war er Kadett, 1861 Lieutenant, 1867 quittierte er als k. k. Cürassier-Oberlieutenant mit Beibehalt des Offizierscharakters seinen Dienst. Er verließ Ungarn und begab sich nach Siebenbürgen, wo er sich fortan seinen botanischen Studien widmete. 1870 erhielt er eine Stelle als Konservator in der botanischen Abteilung des Ungarischen National-Museums in Budapest, in dessen Auftrag er Studienreisen nach dem Balkan (1871/72) und nach Malta (1874) unternahm. Er entdeckte zahlreiche bislang unbekannte europäische Pflanzenarten, von denen ein Teil heute seinen Namen trägt.

## Taxa und Dedikationsnamen
Nach Janka benannt ist die Gattung Jancaea Boiss. aus der Familie der Gesneriengewächse (Gesneriaceae).
Von ihm oder nach ihm benannte Arten sind:
- Allium diaphanum Janka 1860
- Allium bulgaricum (Janka) Prodan
- Brassica barrelieri (L.) Janka
- Centaurea sadleriana Janka 1878
- Colchicum bisignanii Ten. ex Janka
- Colchicum hungaricum Janka
- Crambe biebersteinii Janka
- Iris sintenisii Janka
- Lilium jankae A. Kern.
- Primula frondosa Janka
- Verbascum humile Janka
- Verbascum jankaeanum Pancic
- Verbascum purpureum (Janka) Hub.-Mor.
- Viola jooi Janka

## Schriften
- 1871ː "Correspondenzen aus der Türkei". Inː Österreichische Botanische Zeitschrift. Band 21, S. 78 f., 147 f., 215–219, 249–252, 285–288 (alle Artikel von Band 21. In: ZOBODAT.at. OÖ Landes-Kultur GmbH).
- 1872ː ["Correspondenzen aus Konstantinopel"]. Inː Österreichische Botanische Zeitschrift. Band 22, S. 337–339 (zobodat.at [PDF]).
- 1873ː "Reise durch die Türkei" Inː Mittheilungen der kais. und königl. geographischen Gesellschaft in Wien 1872. Band 15 (NF 5), S. 289 f.